# Lahäll

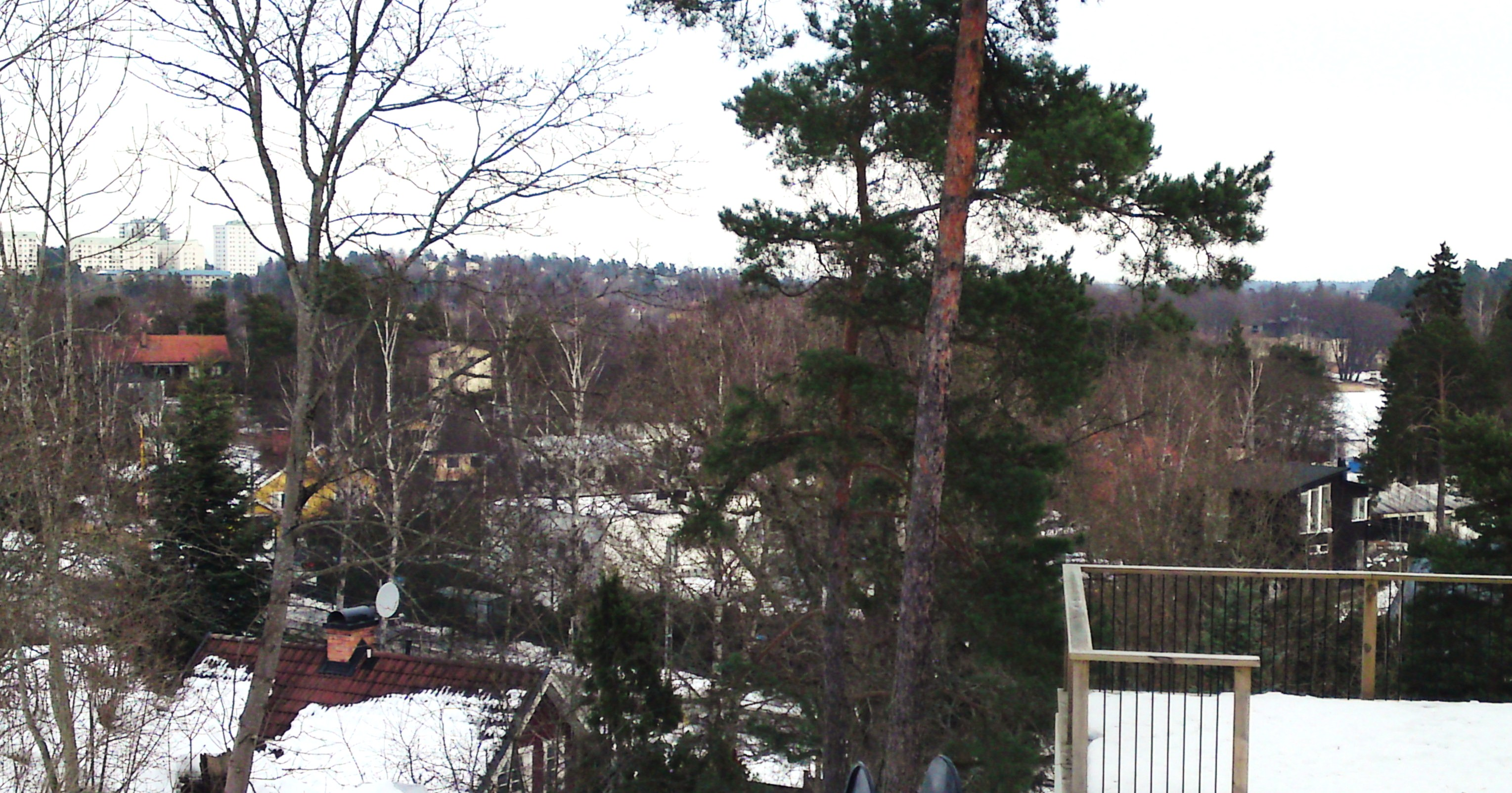
Utsikt över Lahäll med Näsby slott och Näsbyviken i bakgrunden.

Lahäll är en kommundel i södra delen av Täby kommun, Stockholms län. 
Lahäll ligger i den sydöstra delen av kommunen och gränsar i söder till Djursholm i Danderyds kommun, i väster till Roslags-Näsby samt i norr och öster mot Näsbypark.

## Historia
Namnet kommer ur "häll där man lastar", var denna plats ligger är idag okänt. Lahäll var under 1600-talet ett dagsverkstorp under Svalnäs i Danderyds socken. 1723 blev torpet en del av Näsby säteri då det införlivades av Johan August Meijerfeldt d ä. Området började bebyggas av Näsby fastighetsaktiebolag i slutet av 1920-talet, området gick då under namnet Näsby västra park. I början var det mest sommarstugor som byggdes, men de har numera ersatts med åretruntbostäder. Lahäll överfördes 1947 till Täby kommun (från Danderyds köping) och Täby församling (från Danderyds församling). Medlemmarna i Lahälls fastighetsägarförening önskade att Lahäll skulle överföras till Djursholms stad, men ändrade sig efter diskussion med blivande Täby köping. Om en överföring istället skedde till Täby så skulle Täby köping bistå med kommunalt vatten och avlopp till området, något som Djursholms stad inte kunde erbjuda. Avloppsfrågan blev avgörande och efter att en majoritet röstade för en ny kommuntillhörighet överfördes området till Täby 1947. Efter överföringen ökade byggnationen i området och utvecklades tillsammans med intilliggande Näsbypark till ett grönskande villaområde. Vid Näsbyviken finns en väl utbyggd småbåtshamn.

## Kommunikationer
När området runt Näsby slott började bebyggas på 1920-talet höjdes snabbt röster för bättre kommunikationer i området. Närmaste järnvägsstation låg i Roslags-Näsby och detta ansåg man vara för långt bort. De båda Djursholmsbanorna, som var bibanor till huvudlinjerna mot Rimbo och Österskär, gick till Svalnäs respektive Altorp i Djursholm. Det hade länge funnits planer på att knyta ihop dessa banor till en ringlinje, men när Näsbypark och Lahäll började bebyggas ansågs det mer angeläget att en av linjerna drogs dit istället. 1928 var linjen mellan Altorp och Lahäll klar. Denna utbyggnad medförde att planerna på att bygga en ringlinje i Djursholm skrotades och man valde istället att se de båda banorna som skilda (begreppet "Djursholmsbanorna" slutade användas i officiella sammanhang). Lahälls hållplats var under nio år slutstation för denna järnvägslinje innan den 1937 förlängdes till Näsbypark. Dagens hållplats ligger 10,1 km från Stockholms östra och har en plattform vid enkelspår. Under 2009 renoverades Roslagsbanans Näsbyparkslinje, vilket medförde att Lahälls hållplats moderniserades kraftigt med ny hållplatskur, elektrifierade informationsskyltar och cykelparkeringsmöjligheter. En resa mellan Lahäll och Stockholms Östra tar mellan 15 och 20 minuter.